# فولورن
فولورن (به لاتین: Fulhorn) یک کوه در سوئیس است که در کانتون گراوبوندن واقع شده‌است. فولورن ۲٬۵۲۹ متر بالاتر از سطح دریا واقع شده‌است.